# 김성희 (성우)
김성희(1954년 9월 27일 ~ )는 대한민국의 성우이다. 1977년 TBC에 입사했으며, 언론통폐합에 따라 현재는 KBS 15기로 분류된다. 한국방송 성우극회 소속.
1995년 미국으로 이민가서 활동이 없다.

## 주요 출연작품

### 애니메이션
- 《아기공룡 둘리》(KBS) - 또치
- 《날아라 슈퍼보드》(KBS) - 홍수강, 집주인
- 《명견 실버》(VIDEO) - 실버
- 《슈퍼인간 보그맨》(VIDEO) - 아니스 한(아니스 팜)
- 《꽃천사 루루》(KBS) - 메디아
- 《피터팬》(KBS) - 팅커벨
- 《백설공주》(KBS) - 크리스탈 왕비
- 《달타냥의 모험》(KBS) - 아라미스
- 《까치의 날개》(KBS) - 은주 누나
- 《개구리 왕눈이》(KBS) - 아로미[1]
- 《욕심쟁이 오리 아저씨》(KBS)
- 《오즈의 마법사》(KBS) - 도로시
- 《2020년 우주의 원더키디》(KBS) - 예나의 친어머니 / 마라
- 《달려라 하니》(KBS) - 고은애
- 《지구는 초록별》(KBS) - 하린
- 《은비까비의 옛날옛적에》(KBS) - 까비
- 《들장미소녀 제니》(KBS)
- 《피구왕 통키》(SBS) - 타이거(처음) / 서태지 엄마
- 《슈퍼 마리오》(KBS) - 공주
- 《닌자 거북이》(VIDEO) - 에이프릴
- 《우주에서 온 야구소년》(VIDEO) - 카트린느 / 지구팀 매니저 / 강철의 할머니 / 손창공
- 《초광속로봇 알베가스》(VIDEO)
- 《머신로보트》(VIDEO)
- 《요괴사냥꾼 댕기》(VIDEO) - 교도주임
- 《투장 다이모스》(VIDEO) - 에리카 / 조리사 / 에리다 장군(나중) / 나나(나중)
- 《콤바트라V》(VIDEO) - 지혜
- 《수라왕 슈라토》(VIDEO) - 나라왕 연화 / 사티 / 황삼세명왕 트라이로
- 《우주여왕》(VIDEO)
- 《아기천사 두두》(VIDEO)
- 《우주전사 트윈스》(VIDEO) - 케이트
- 《백수왕 고라이온》(VIDEO) - 파라공주(알루라,앨로라)
- 《윈다리아》(VIDEO) - 베로니카
- 《우주경찰 저스티》(VIDEO) - 제르너
- 《라모네기사》(VIDEO) - 코코아 공주 / 구슬큐
- 《비디오 전사 레저리온》(VIDEO) - 올리비아
- 《피너츠》(VIDEO) - 마시

### 애니메이션 영화
- 《라이온 킹》 - 사라비

### 영화
- 《우뢰매3》(SBS)
- 《우뢰매4》(SBS)
- 《파워 오브 원》(KBS) - 소년 PK(가이 윗처)
- 《가위손》 (KBS) - 매기 (수잔 브롬매트)
- 《공포의 특급열차》(KBS) - 신디
- 《빅》(SBS) - 어린 조쉬(데이비드 모스코우)
- 《세인트 엘모의 열정》(SBS) - 레슬리(엘리 쉬리)
- 《코쿤》(SBS) - 수잔(린다 해리슨)
- 《JFK》(KBS) - 개리슨 부인(시시 스페이식)
- 《칵테일》(KBS) - 캐리(켈리 린치)
- 《닥터 지바고》(86년 더빙판/KBS) - 안나(시오반 매케나)
- 《비버리 힐스 캅》(92년 더빙판/MBC) - 제니(리사 아일배처)
- 《그대 떠난 빈자리》(KBS) - 수 그림스
- 《늑대와 춤을》(KBS) - 주먹쥐고 일어서(매리 맥도넬)
- 《레드 소냐》(KBS) - 퀸 게드렌(샌달 버그만)
- 《특종 카메라》(KBS)
- 《미지와의 조우》(KBS) - 질리언(멜린다 딜론)
- 《갈매기의 꿈》(KBS) - 조나단의 어머니(도러시 맥과이어)
- 《트윈스》(KBS) - 린다(클로이 웹)
- 《댄싱히어로》(SBS) - 프란체스카(타라 모리스)
- 《프린세스 브라이드》(KBS)
- 《내 사랑 신디》(KBS) - 신디의 어머니(샤론 패럴)
- 《사랑의 마라톤 300마일》(KBS) - 알베르토와 리디아의 어머니(로지타 페르난데스)
- 《사랑은 소리높이》(KBS) - 마가렛(메어 위닝햄)
- 《소리없는 승리》 (KBS) - 키티 (스토커드 채닝)
- 《푸른 하늘 아래서》(KBS) - 셀리나의 어머니(셸리 윈터스)
- 《노 머시》(SBS) - 미셸(킴 베이싱어)
- 《죠스 2》(KBS) - 가정부(메리 A. 개프니) / 할머니(수잔 프렌치)
- 《슈퍼맨 4: 최강의 적》 (KBS) - 낸시(매리얼 헤밍웨이)
- 《천국의 열쇠》 (KBS) - 어린 프란시스(로디 맥도웰)
- 《39계단》 (KBS) - 코퍼의 아내(페기 애시크로프트)
- 《황야의 결투》 (KBS) - 치와와(린다 다넬)

### 외화
- 《지구방위대 후뢰시맨》(VIDEO) - 핑크 후뢰시(루) / 키르트 / 강세진 / 경수 /차미래 어머니 / 어린 진
- 《평화의 전사 라이브맨》(VIDEO) - 닥터 마젠다(루이)
- 《거수특수 자스피온》(VIDEO) - 아미
- 《지구특공대 가글파이브》(VIDEO) - 매질카
- 《시공전사 스필반》(VIDEO) - 헬렌 레이디(헬렌) / 헬파일러
- 《빛의 전사 마스크맨》(VIDEO) - 핑크 마스크(이은진)
- 《전격전대 체인지맨》(VIDEO) - 츠바사 마이 (체인지 피닉스)
- 《V》(KBS) - 로빈 맥스웰 / 미세스 도노반
- 《전격 Z 작전》(KBS) - 보니(패트리샤 맥퍼슨)
- 《자동차왕 포드》(KBS) - 클라라(호프 레인지)

### 게임
- 《전격 Z 작전》 - 보니 바스토우

1. ↑  Southwood, T. R.; Khalaf, S.; Sinden, R. E. (1975). “The micro-organisms of tsetse flies”. 《Acta Tropica》 32 (3): 259–266. ISSN 0001-706X. PMID 1986.